# Episodi de Il commissario Zorn (quinta stagione)
La quinta stagione della serie televisiva Il commissario Zorn è stata trasmessa in anteprima in Germania dalla ZDF tra il 27 maggio 2005 e il 24 giugno 2005.
| nº | Titolo originale        | Titolo italiano | Prima TV Germania | Prima TV Italia |
| -- | ----------------------- | --------------- | ----------------- | --------------- |
| 1  | Eiskalter Mord          |                 | 27 maggio 2005    |                 |
| 2  | Bittere Wahrheit        |                 | 3 giugno 2005     |                 |
| 3  | Zahltag                 |                 | 10 giugno 2005    |                 |
| 4  | Willkommen in der Hölle |                 | 17 giugno 2005    |                 |
| 5  | Gnadenlos               |                 | 24 giugno 2005    |                 |